# Kozel (zámek)

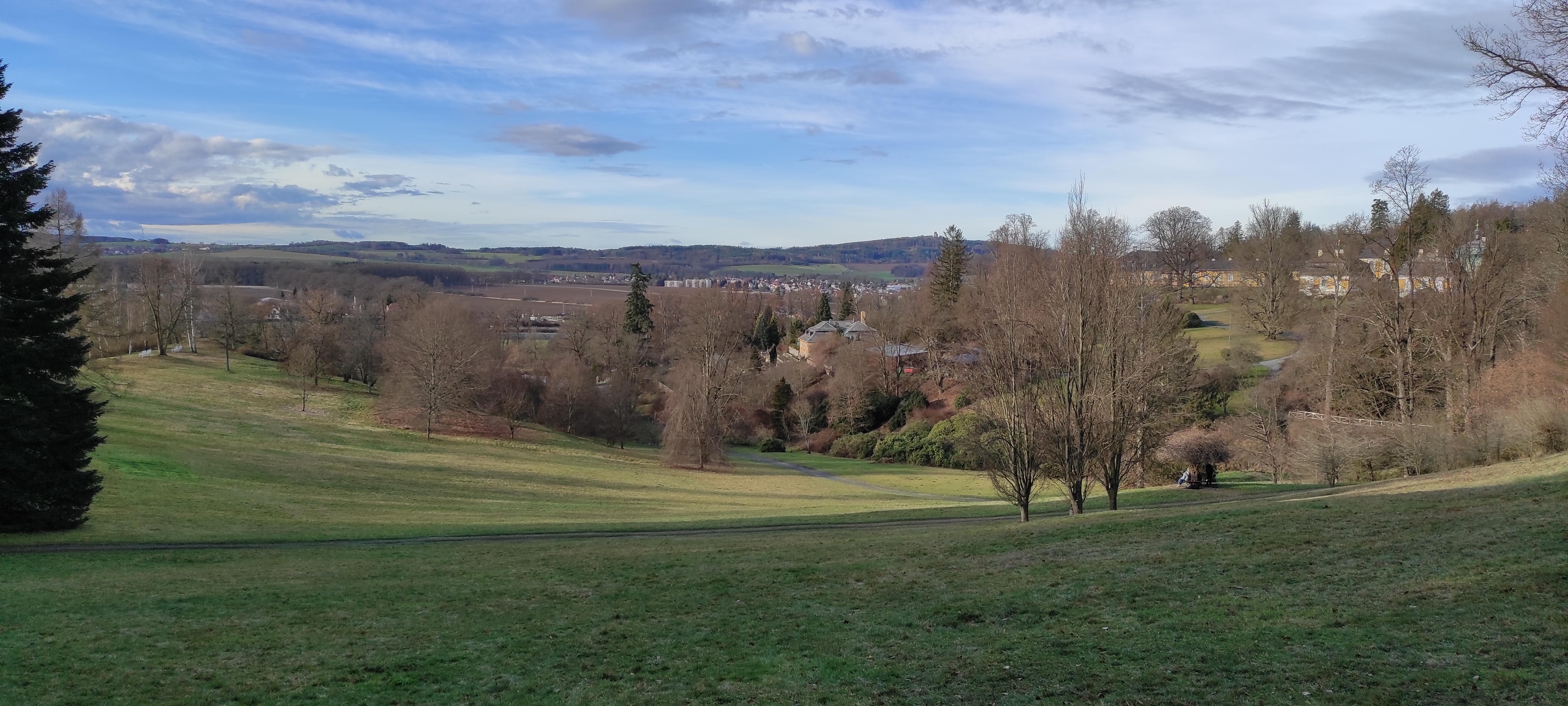
Park zámku Kozel z horní partie od lesa

Kozel je klasicistní lovecký zámek v Plzeňském kraji v okrese Plzeň-město. Leží asi 15 km jihovýchodně od města Plzeň a dva kilometry od obce Šťáhlavy. Je ve vlastnictví státu, správu zajišťuje Národní památkový ústav a je přístupný veřejnosti. Od roku 1963 je zámek chráněn jako kulturní památka a od 1. ledna 2002 jako národní kulturní památka ČR.

## Historie zámku
Zámek byl postaven jako letní a lovecké sídlo hraběte Jana Vojtěcha Černína z Chudenic. Ten působil jako nejvyšší lovčí království českého na dvoře císaře Josefa II. Stavba zámku proběhla v letech 1784–1789 pod vedením architekta Václava Haberditze. Výsledkem byla přízemní obdélníková budova s vnitřním nádvořím. V devadesátých letech 18. století přibyly do areálu čtyři další objekty, a to jízdárna, kaple, lokajna a konírna realizované architektem Ignácem Palliardim. Autorem sochařské výzdoby je Ignác Platzer mladší (1757–1826). Jeho dílem je oltář v zámecké kapli a plastika skoleného jelena na terase.
Hrabě Jan Vojtěch Černín († 1816) byl za svůj život dvakrát ženat. Poprvé s Marií Josefou z rodu Thun-Hohensteinů a podruhé s Eleanorou z Hackelbergu. Ani jedna z manželek mu však nedala mužského dědice, a tak tato větev Černínů vymřela po meči. Před smrtí hrabě odkázal svá panství prasynovci Kristiánu Vincenci Valdštejnovi. Jeho rod hospodařil na Kozlu až do roku 1945. Poté byl zámek zestátněn.

## Stavební podoba

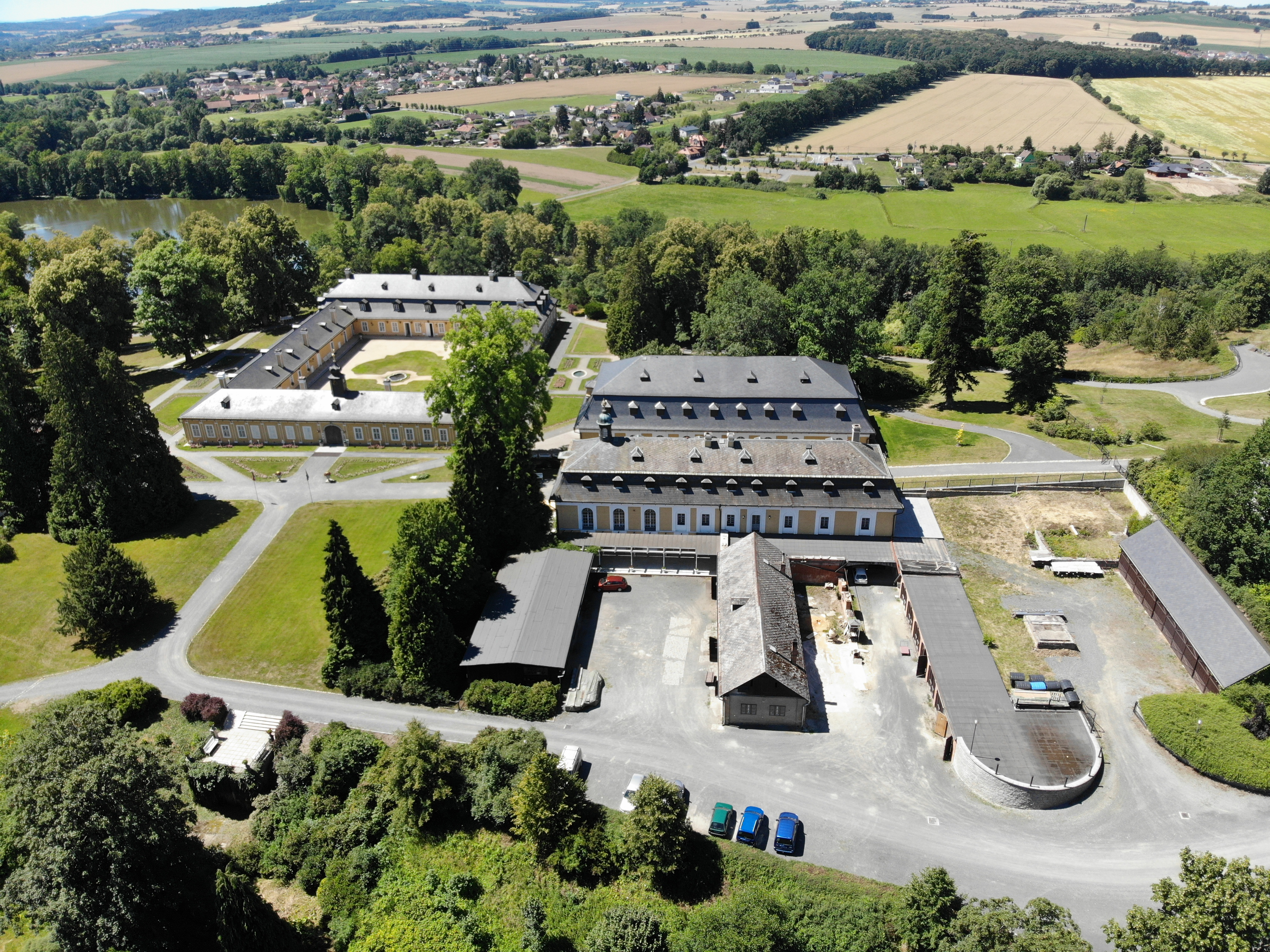
celkový letecký pohled

Zámek je klasicistní čtyřkřídlá budova, jejíž hlavní jihozápadní křídlo je zvýšeno o mansardovou nástavbu. Fasády jsou členěné plochými pilastry a obdélníkovými okny ve vpadlých polích. Palliardiho stavby stojí před severovýchodním průčelím a tvoří je dvě protilehlé dvojice jednopatrových obdélných budov s mansardovými střechami. Podél nádvoří, v jehož středu se nachází malý bazén, vede kamenný ochoz se vchody do jednotlivých místností. Pokoje určené pro hosty jsou rozdělené přepážkou na část pro šlechtu a komoru určenou pro jeho služebnictvo.

### Interiér zámku
Zámek je vybaven převážně rokokovým a klasicistním nábytkem z konce 18. století. Místnosti bývaly vytápěné klasicistními keramickými kamny zdobenými rostlinnými motivy. Služebnictvo v nich topilo z nádvoří, aby svou činností šlechtu nerušilo. V křídle původně používaném jako stáj pro koně bylo za Valdštejnů zřízeno malé divadlo. Výmalby místností jsou prací Antonína Tuvory, který postupoval technikou al secco. Součástí sbírek na zámku je rozsáhlá a cenná knihovna Jana Vojtěcha Černína, rozšířená po roce 1945 o knihovnu rodu Stadionů s tisky z let 1517–1840.

### Jízdárna
Budova jízdárny po rekonstrukci v šedesátých letech 20. století slouží jako výstavní síň či sál pro společenské akce. Trvale je v jízdárně prezentován soubor monumentálních sádrových patinovaných soch Josefa Václava Myslbeka, který je zapůjčen z fondu Národní galerie. Dále si zde můžete prohlédnout díla Jana Štursy (Raněný, 1921), Břetislava Bendy (Eva, 1958) či Bohumila Kafky (Orfeus, 1921).[zdroj⁠?!] Na zdech jízdárny jsou vystaveny vzácné renesanční tapisérie.

## Zámecký park
| Rok  | Počet návštěvníků |
| ---- | ----------------- |
| 2015 | 28 479            |
| 2016 | 26 169            |
| 2017 | 27 164            |

Zámek je obklopen parkem, jehož podoba je dána především působením Františka Xavera France. Na zámku pracoval za Valdštejnů v 19. století. Park má 40 hektarů a zdobí ho nejrůznější rostliny a stromy. Z nejznámějších například zhruba 150letý liliovník tulipánokvětý.

## Galerie

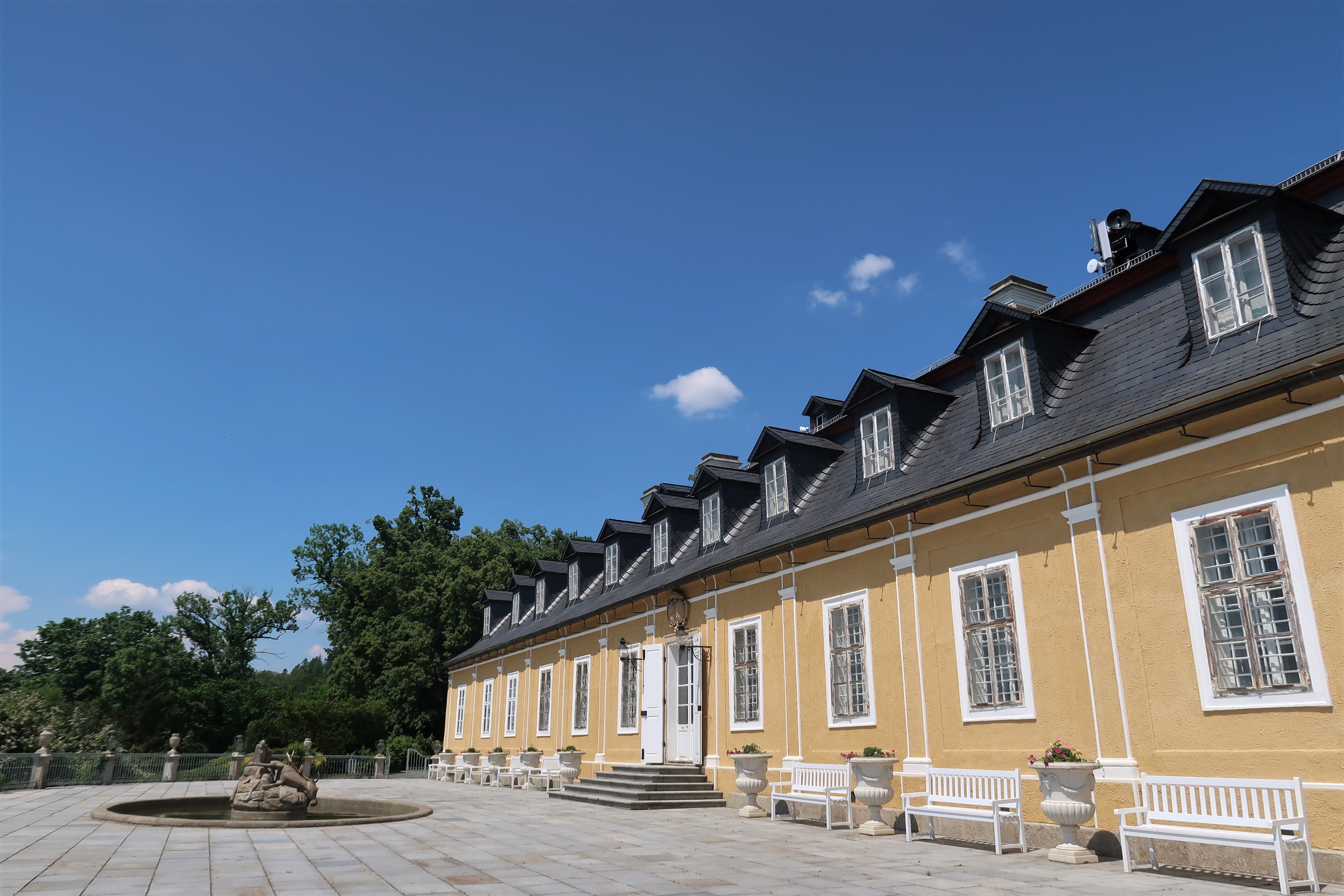
Jihozápadní průčelí hlavní zámecké budovy
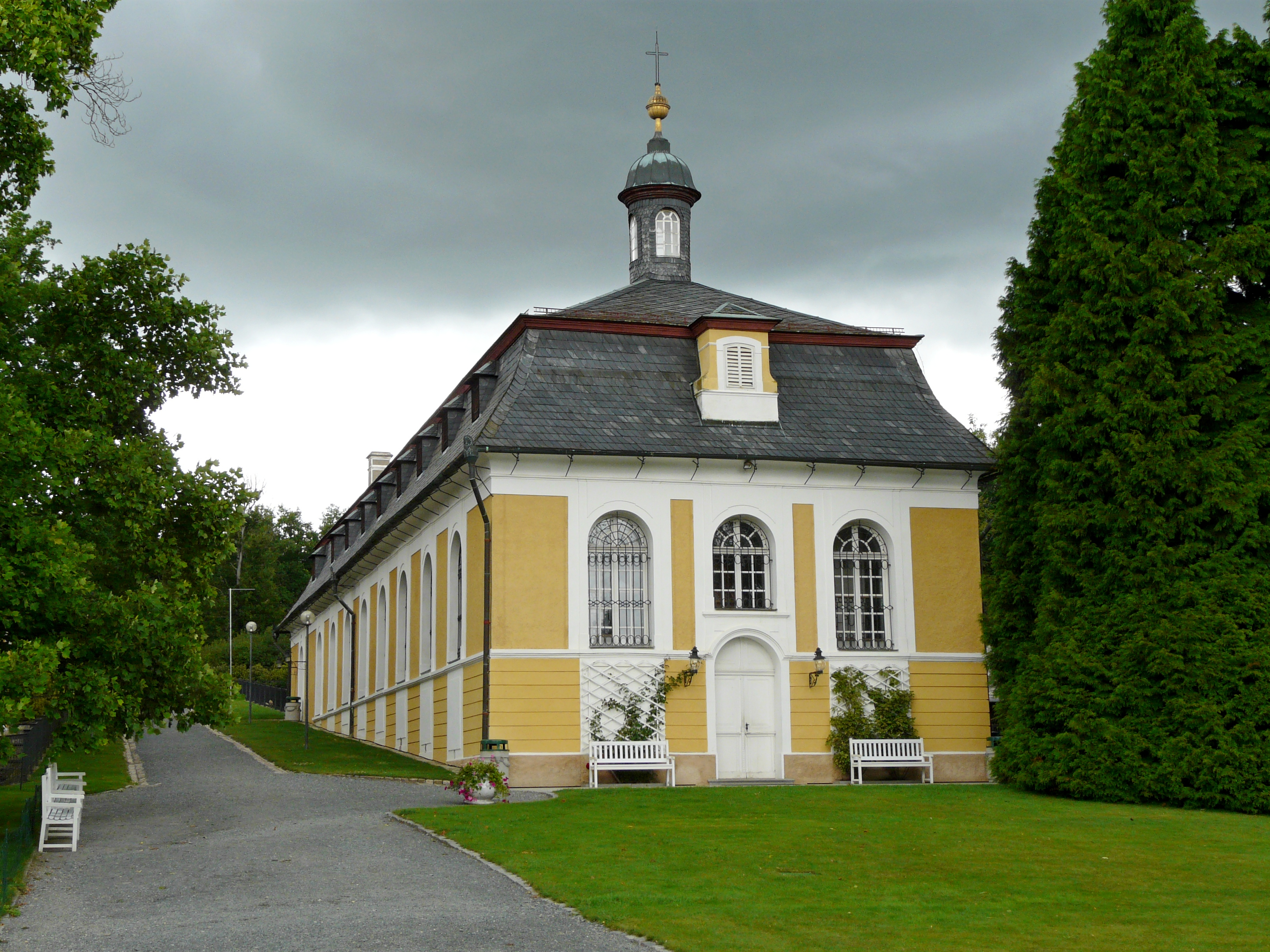
Zámecká kaple svatého Kříže
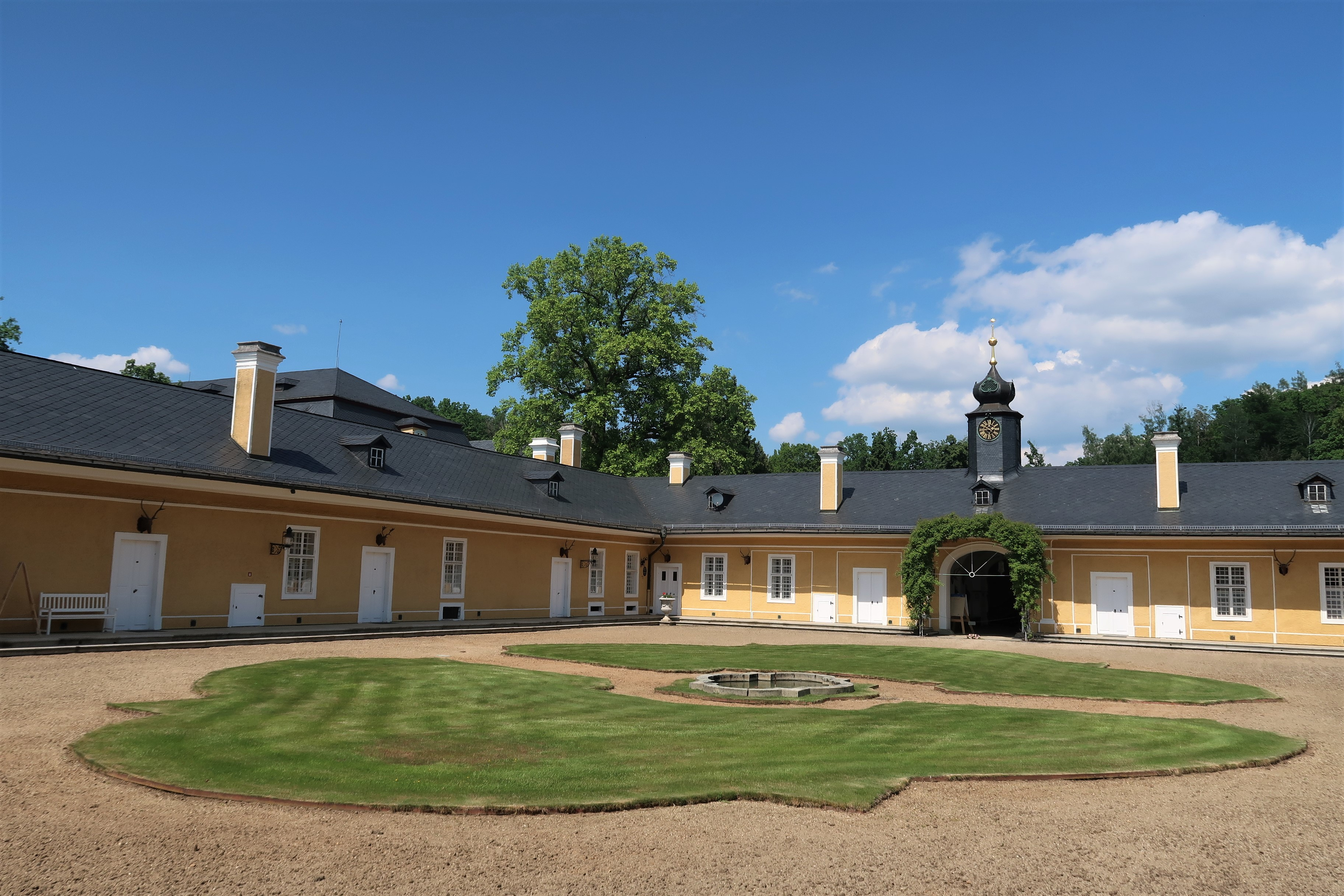
Nádvoří zámku
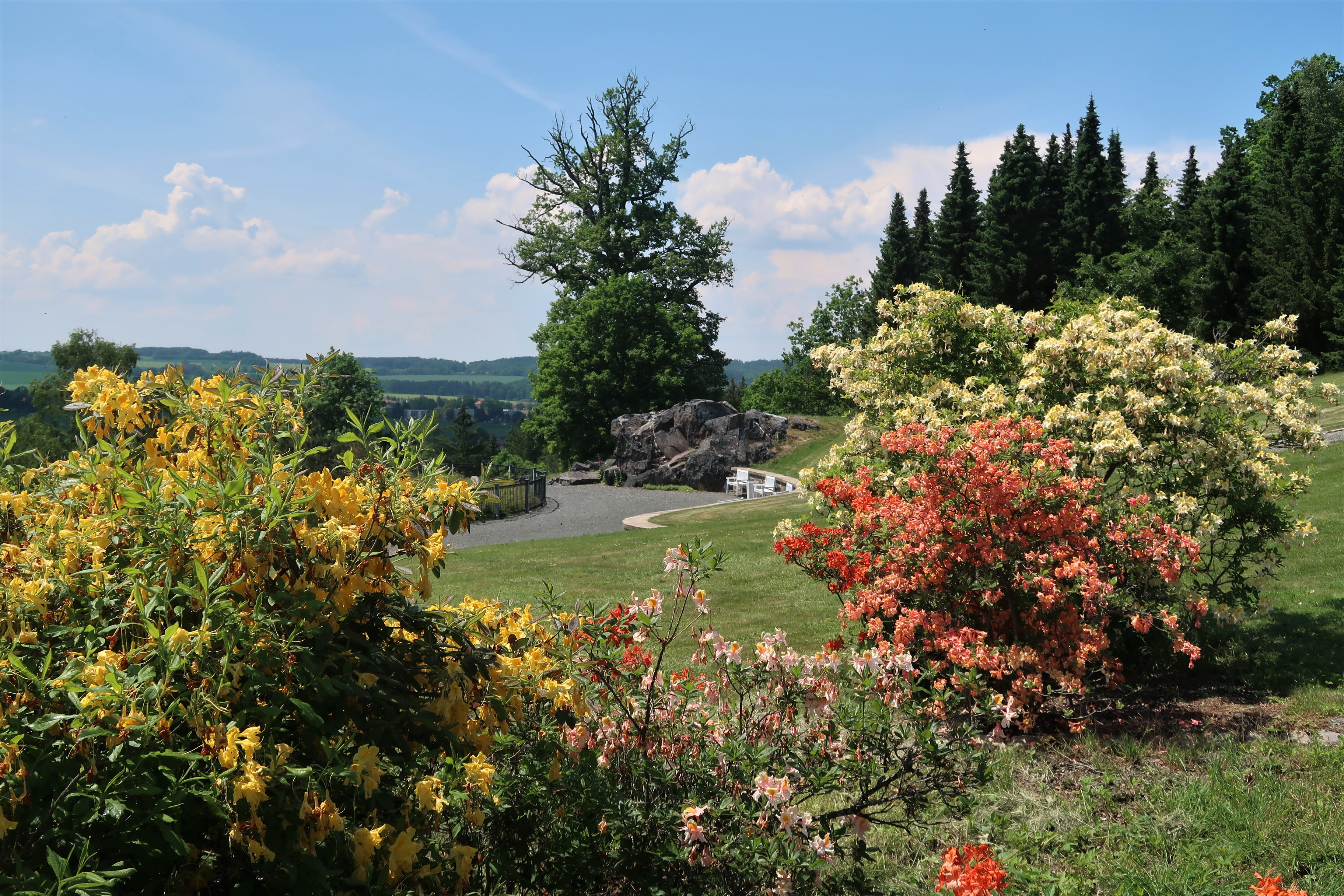
Partie ze zámeckého parku u vyhlídky Švejcary
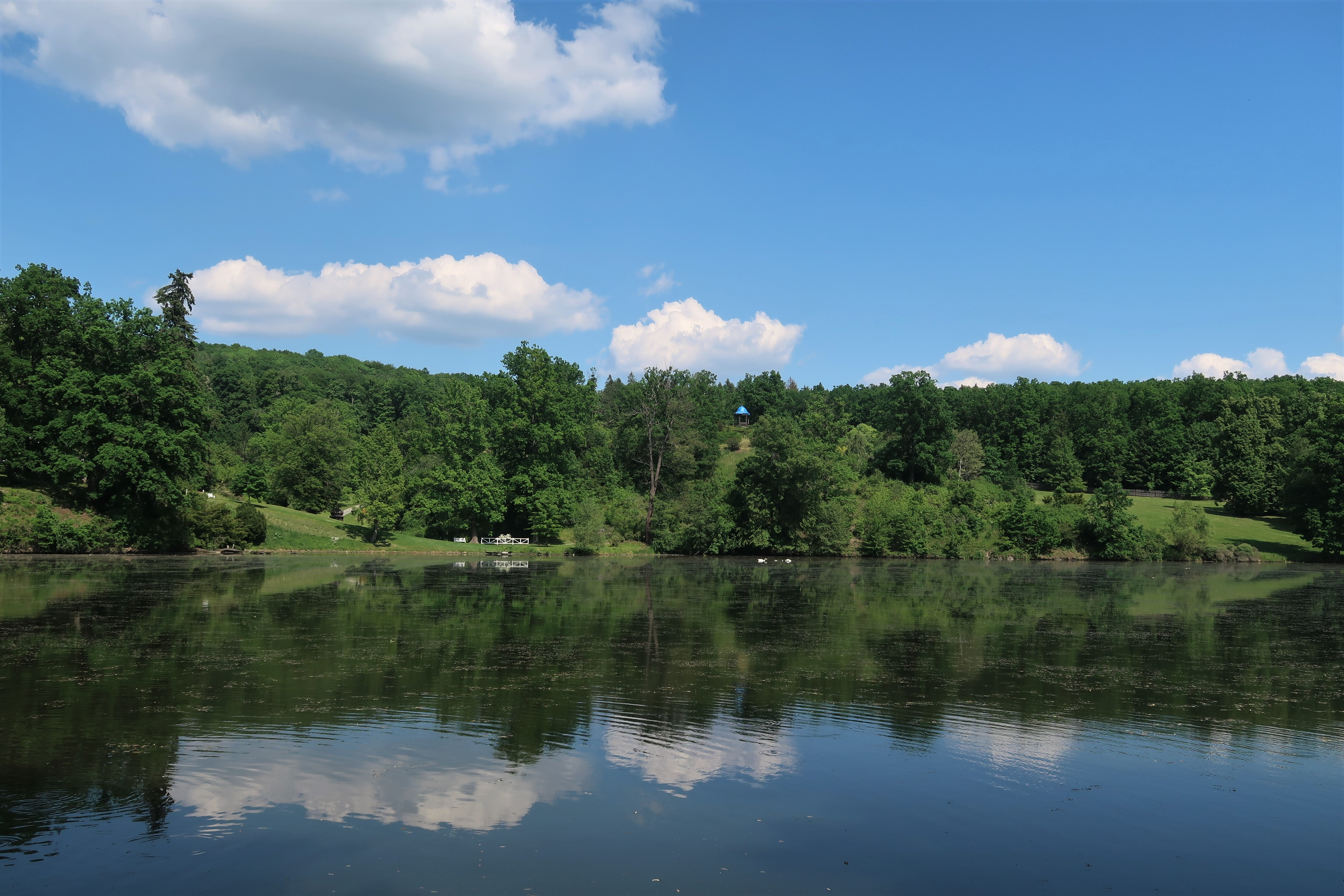
Lopatský rybník v dolní části zámeckého parku
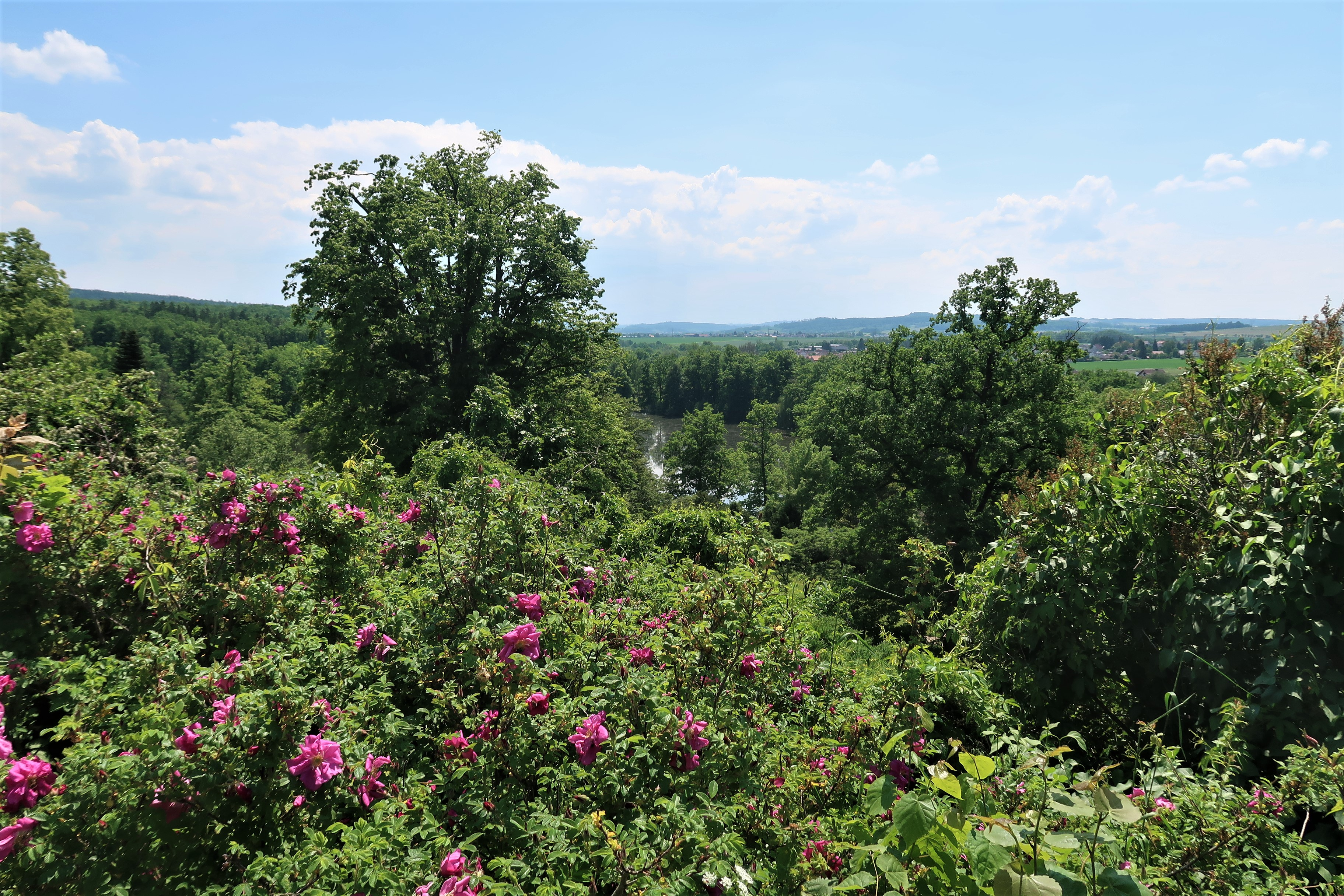
Pohled od hlavní zámecké budovy do údolí řeky Úslavy
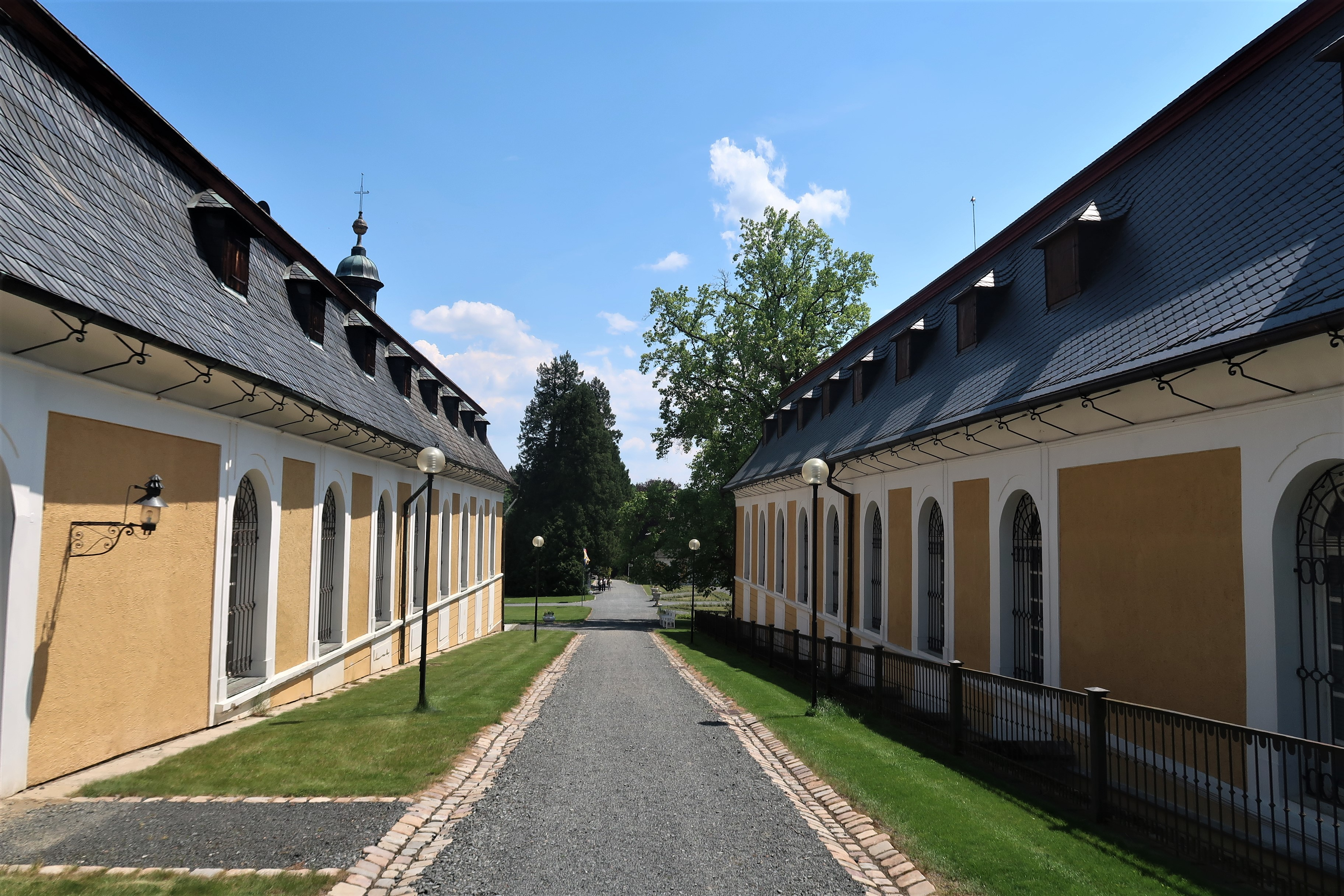
Průhled mezi jízdárnou a kaplí sv. Kříže
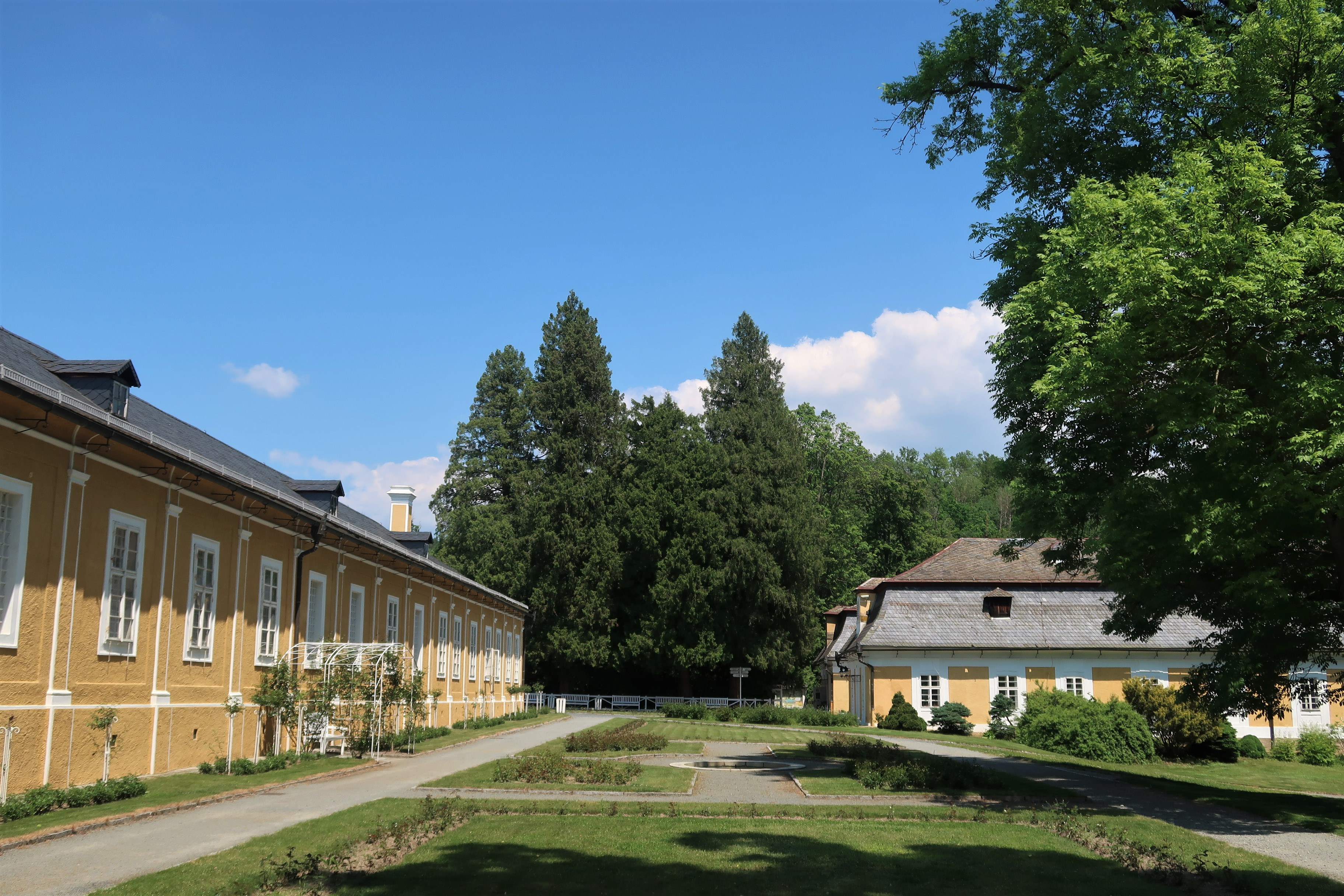
Vlevo zámek, vpravo budovy lokajny a konírny